# Rak rdzeniasty tarczycy
Rak rdzeniasty tarczycy (łac. carcinoma medullare glandulae thyroideae, ang. medullary thyroid cancer, MTC) – nowotwór neuroendokrynny wywodzący się z komórek C produkujących kalcytoninę. W około 75% przypadków jest guzem występującym sporadycznie, w pozostałych przypadkach ma związek z zespołami gruczolakowatości wewnątrzwydzielniczej.

## Histopatologia
Rak rdzeniasty tarczycy wykazuje duże zróżnicowanie w morfologii. Istnieje kilkanaście wariantów wzrostu, przy czym raczej mają one znaczenie w różnicowaniu z innymi schorzeniami tarczycy niż zmieniają rokowanie. Komórki mogą być okrągłe lub wielokątne, układają się w  struktury takie jak gniazda, sznury lub pęcherzyki. Często występują mieszane typy wzrostu. Cytoplazma komórek często jest z kwasochłonnymi ziarnistościami. Figury mitotyczne są dość rzadkie. Dość charakterystyczne są złogi amyloidu w podścielisku. W różnicowaniu można wykorzystać barwienie dla kalcytoniny, która jest wysoce swoistym markerem, jednak czułość tej metody wynosi 95%.

## Leczenie
Podstawowe znaczenie ma wycięcie tarczycy wraz z węzłami chłonnymi. Po operacji należy kontrolować poziom kalcytoniny we krwi, ponieważ w 50% przypadków obecne są mikroprzerzuty, np. w wątrobie. W niektórych zaawansowanych postaciach wykorzystuje się również inhibitory kinaz tyrozynowych. Ważne jest badanie genetyczne pacjenta i jego bliskich krewnych w celu obecności mutacji w genie RET. Mutacje somatyczne w obrębie tego genu odpowiadają za 50% przypadków.